# ГЕС Ангостура (Коста-Рика)
ГЕС Ангостура — гідроелектростанція у центральній частині Коста-Рики, за чотири десятки кілометрів на схід від столиці країни Сан-Хосе. Знаходячись між ГЕС La Joya (вище по течії) та ГЕС Торіто, входить до складу каскаду на річці Ребентазон, яка бере початок біля міста Картаго та тече до впадіння праворуч в річку Парісміна, котра сама невдовзі завершується на узбережжі Карибського моря.
Ребентазон дренує східну частину міжгірської депресії, відомої як Центральні рівнини та обмеженої з півночі Кордильєрою-Сентраль, а з півдня Кордильєрою-де-Таламанка. Неподалік від того місця, де річка починає прориватися через Кордильєру-Сентраль до моря, на Ребентазон створили водосховище станції Ангостура, для чого звели кам'яно-накидну греблю висотою 36 метрів та довжиною 235 метрів, яка потребувала 450 тис. м3 матеріалу. Вона утримує водосховище з площею поверхні 2,56 км2 та об'ємом 16,7 млн м3 (корисний об'єм 11 млн м3).
Окрім припливу з Ребентазон (в середньому 103 м3/с), до сховища подають додатковий ресурс з її правої та лівої приток — річок Tuis і Turrialba (5,1 м3/с та 4,5 м3/с відповідно). На першій з них звели водозабірну греблю довжиною 69 метрів, від якої по лівобережжю прямує критий канал довжиною 3,2 км. На Turrialba ж після водозабору йду тунель (0,9 км), критий (0,6 км) та відкритий (3,6 км) канали.
Зі сховища Ангостура через правобережний масив Ребентазон прокладено головний дериваційний тунель довжиною 6,2 км з діаметром 7 метрів, який одразу після виходу зі сховища проходить під руслом нещодавно згаданої притоки Tuis. На завершальному етапі він сполучений з запобіжним балансувальним резервуаром шахтно-баштового типу — при діаметрі 20 метрів та висоті 81 метр частина споруди висотою 40 метрів знаходиться над землею. Безпосередньо до машинного залу ресурс потрапляє через напірний водовід довжиною 0,3 км.
Основне обладнання станції становлять три турбіни типу Френсіс потужністю по 17 МВт, які при напорі у 142 метри забезпечують виробництво близько 1 млрд кВт·год електроенергії на рік.
Відпрацьована вода первісно поверталась у Ребентазон по відвідному каналу довжиною 0,35 км. Після спорудження в середині 2010-х ГЕС Торіто на завершенні каналу з'явилась водозабірна споруда цієї станції.
Видача продукції відбувається по ЛЕП, розрахованій на роботу під напругою 138 кВ.